# NGC 5972
NGC 5972 (również PGC 55684 lub UGC 9946) – galaktyka spiralna (S0-a), znajdująca się w gwiazdozbiorze Węża. Odkrył ją Édouard Jean-Marie Stephan 29 czerwca 1880 roku. Należy do galaktyk Seyferta typu 2.